# Mesa talladora automática para bridge

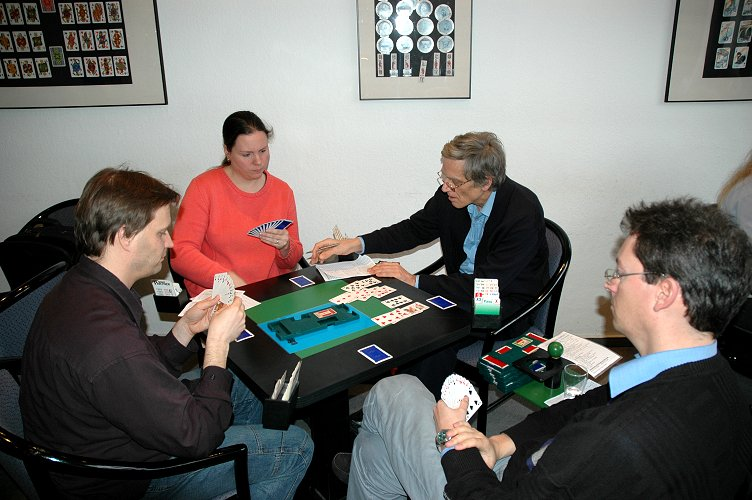
Cuatro jugadores de bridge

La mesa talladora automática para bridge  es una máquina electromecánica repartidora de cartas al azar para cuatro jugadores de bridge. El mecanismo está empotrado en una mesa de juegos. La principal idea de diseño fue ahorrarle a los jugadores el servicio de las manos de cartas. El invento fue una creación de la Hammond Clock Company como una adición a la línea de productos. Fue un producto popular cuando fue lanzado anticipando la temporada navideña de 1932. Sin embargo su vida de producción fue corta, duró solo un par de años.

## Desarrollo

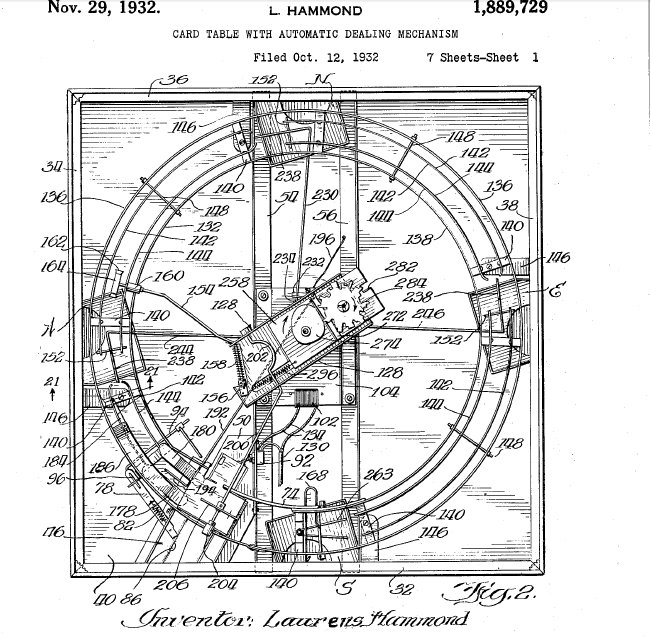
Diagrama del mecanismo oculto en la mesa, para repartir naipes patentado por la Hammond, 29 de noviembre de 1932

El dispositivo tuvo sus orígenes en la Compañía Relojera Hammond, formada en 1928 por Laurens Hammond en Chicago, Illinois. Debido a la Gran Depresión, en 1932 más de un centenar de empresas relojeras habían quebrado, pero Hammond estaba decidido a mantener su solvencia y creó nuevos productos para incrementar las ventas. Uno de esos productos era un dispensador automático de naipes. Hammond era jugador de bridge e ingeniero mecánico, juntando habilidades inventó la Mesa Talladora Automática para Bridge. Este aparato fue diseñado específicamente para su uso en el Bridge de Contrato. El mecanismo eléctrico para el bridge fue patentado el 29 de noviembre de 1932 y la patente de la mesa de juego que lo contenía fue presentada el día anterior. Fue la primera mesa de bridge para barajar y distribuir de forma automática las cartas, usando electricidad.

## Producción
Se fabricaron alrededor de 14,000 mesas y se vendieron unos cuantos millares.[6][7] Durante la temporada navideña de 1932, tuvieron tanta demanda, que la tienda departamental Marshall Field's de Chicago tuvo taxis esperando en la fábrica para surtir a la tienda, lotes de cuatro o cinco mesas para su preventa de Navidad.[7] En el mes de diciembre los beneficios de las mesas talladoras automáticas fueron $75,000 dólares, lo que salvó temporalmente a la Compañía Relojera Hammond. El precio fue de $25 dólares.[10] El modelo de lujo se vendía a $40 dólares.[11] Esto era caro para su tiempo, ya que los ingresos en los Estados Unidos habían caído debido a la depresión.  La mesa talladora automática fue presentada en la Feria Mundial de Chicago en 1933, pero las ventas declinaron después y en un par de años su producción se descontinuó.[10]

## Descripción

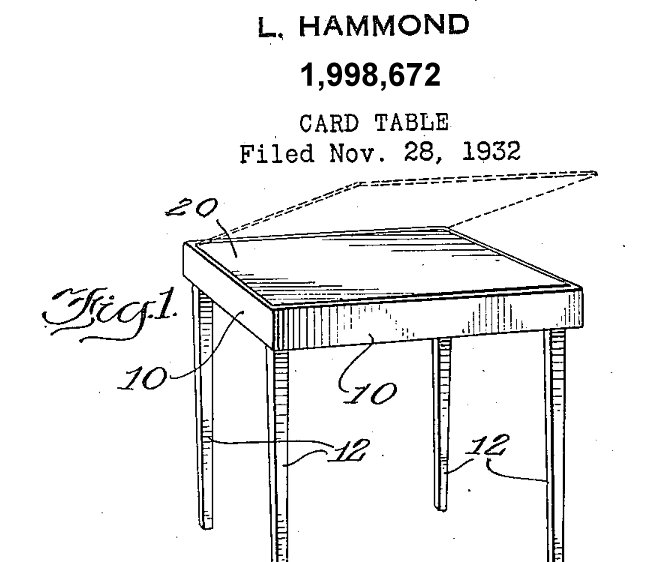
Mesa de Juego Hammond Patente 1,998,672 presentada el 28 de noviembre de 1932

La mesa de juego de madera de 28 pulgadas cuadradas, medía aproximadamente 3 pulgadas de espesor y parecía una mesa de bridge ordinaria.  La mesa se produjo en dos modelos, el estándar terminado en nogal, y el de lujo que en adición estaba chapeado en los costados. Ambos incluían una cubierta removible de masonita ,  e incluían dos contactos eléctricos bajo la mesa para el suministro de electricidad.

La mesa tenía incorporado un mecanismo electromecánico oculto dentro de la parte superior, él cual se conoce como el "cerebro." Este barajaba y servía los naipes automáticamente y entregaba una mano aleatoria de 13 naipes a cada uno de los cuatro jugadores. Dado que era el mecanismo el que barajaba, siempre proporcionaba la cantidad correcta de cartas a cada uno de los jugadores. La aparición de la mesa, fue considerada como muy conveniente ya que le ahorraba a los jugadores el barajado manual con el beneficio adicional de que el engaño era imposible puesto que las cartas eran servidas por la máquina. Los jugadores podían continuar jugando mientras otra mano de 13 cartas estaba siendo surtida por el mecanismo en los depósitos de cada uno de los jugadores.
No era necesario barajar las cartas por anticipado.[18] simplemente se colocaban en un depósito en la parte superior de mesa.[18] Al colocar el paquete de naipes, se activaba el mecanismo y se arrancaba un motor eléctrico.[18] Entonces un brazo mecánico actuaba en el sentido de las agujas del reloj.[18] después un dedo de hule jalaba el naipe superior y lo turnaba a un segundo brazo que decidía al azar en que "mano" de que jugador colocaría la baraja.[18] Hay 635,013,559,600 combinaciones diferentes de cartas que un jugador puede recibir.[23] y le toma aproximadamente un minuto al mecanismo servir las 13 cartas requeridas a cada uno de los jugadores.[7] Hammond se refirió a los complicados engranajes y levas del mecanismo como un "robot".

### Citations
1. ↑  Kane, 1997, p. 266.
2. ↑  Barry, Stuyvesant (1974). «Chapter XIII – The Electric Clock». Vintageorgans.com. Stuyvesant Barry. Consultado el 16 de agosto de 2015.
3. ↑  «Bits and Pieces». Podcasts.ie. 2015. Archivado desde el original el 27 de septiembre de 2015. Consultado el 16 de agosto de 2015. «Hammond's clock business ran into difficulties in the early 1930s, and he struggled to save his business through a number of other inventions, such as an electric bridge table and, slightly later, his famous organ.»
4. ↑  «The Hammond Organ story». Dutch. Hammond Orgel Club Holland. 2015. Consultado el 16 de agosto de 2015. «The bridge table was patented in November of 1932 and 14,000 were made and sold by Christmas for the high depression era price of $25. The line was discontinued, primarily because the national income had fallen to 60 percent of its 1929 level.»
5. ↑  «The Hammond Story». Orgel Palle. 2015. Consultado el 16 de agosto de 2015. «The bridge table was patented that November and 14,000 were made and sold by Christmas at the rather high depression era price of $25, but the line was discontinued, primarily because the national income had fallen to 60 percent of its 1929 level.»
6. 1 2  «"Hammond Eectric Bridge Table" Model 4H, 115. serial no. 7674. Chicago: Hammond Clock, Company [1932].». Christie's Auction. 2015. Consultado el 15 de agosto de 2015.
7. ↑  «The Hammond Story from a 50th Anniversary Hammond Company pamphlet». Vintage Hammond Organs. 2014. Consultado el 15 de agosto de 2015.
8. ↑  «Pulling Out All The Stops». Arts+Labor+Austin. 2015. Archivado desde el original el 23 de septiembre de 2015. «Needing a new money-maker after the Hammond Electric Bridge Table ran its course, selling 14,000 units in two years, Hammond based the organ on the synchronized motor he used for his clock.»
9. ↑  Wagnalls, 1932, p. 22.
10. 1 2 3 4  Hill, 1932, p. 257 v69 #6.
11. 1 2  NAWCC2001, 2001, p. 175.
12. ↑  Benn, 1932, p. 22.
13. 1 2  Mitchell, 1932, p. 51.
14. ↑  Hoffmann y Ramírez, 2013, p. 76.
15. ↑  Wheeler, 1932, p. 22.
16. ↑  Bonnier, 1933, p. 29.

- Datos: Q21012900